# Hamburger Rugby-Club
Maillots
Actualités
Dernière mise à jour : 2 août 2012.
Le Hamburger Rugby-Club von 1950 e.V. ou Hamburger Rugby-Club est un club allemand de rugby à XV basé à Hambourg. Il participe à la 1. Bundesliga pour la saison 2012-2013.

## Histoire
Le Hamburger Rugby Club est un club allemand fondé en 1950. Le club se caractérise par son internationalité, réunissant autour d'un groupe d'allemand des personnes de nationalités diverses. L'équipe senior du club joue en première division allemande, le club disposant également d'une école de rugby avec des équipes qui jouent dans toutes les classes d'âge ainsi que de vétérans. En novembre 2014, le club organise un Herbstturnier (tournoi d'automne) qui regroupe 5 clubs de moins de 12 ans. 